# Magazine of Zoology and Botany
Magazine of Zoology and Botany (abreviado Mag. Zool. Bot.) fue una revista con ilustraciones y descripciones botánicas que fue editada en Edimburgo. Se publicaron dos números en los años 1837 a 1838.